# Сен-Поль-Флоньяк
Сен-Поль-Флоньяк (фр. Saint-Paul-Flaugnac) — муніципалітет у Франції, у регіоні Окситанія, департамент Лот. Сен-Поль-Флоньяк утворено 1 січня 2016 року шляхом злиття муніципалітетів Флоньяк i Сен-Поль-де-Лубрессак. Адміністративним центром муніципалітету є Флоньяк. Населення — 984 особи (01.01.2021).